# Kotari
 Kotari  falu Horvátországban Zágráb megyében. Közigazgatásilag Szamoborhoz tartozik.

## Fekvése
Zágrábtól 25 km-re, községközpontjától 7 km-re délnyugatra a Zsumberk-Szamobori-hegység területén fekszik.

## Története
A mai templom elődjét egy Szent Lénárd tiszteletére szentelt kápolnát 1528-ban építtette gróf Erdődy Péter. A mai templomot a 18. században építették és a mai napig megőrizte barokk belső díszítését, mely egyike Északnyugat-Horvátország legszebb templombelsőinek. Az épületegyüttest 1941-ben a ferences harmadrend vette át ideiglenes jelleggel, de aztán végleg ott maradtak. A templomot és a kolostort szerzetesek teljesen felújították. Itt nevelkedett a híres ferences harmadrendi szerzetes és szlavista Leonard Josip Tandarić. Ma a kolostorban két ferences atya él. A plébániához mintegy 600 hívő tartozik.
A falunak 1857-ben 87, 1910-ben 149 lakosa volt. Trianon előtt Zágráb vármegye Szamobori járásához tartozott. 2011-ben 59 lakosa volt.

## Lakosság
| Lakosság változása | Lakosság változása | Lakosság változása | Lakosság változása | Lakosság változása | Lakosság változása | Lakosság változása | Lakosság változása | Lakosság változása | Lakosság változása | Lakosság változása | Lakosság változása | Lakosság változása | Lakosság változása | Lakosság változása | Lakosság változása |
| ------------------ | ------------------ | ------------------ | ------------------ | ------------------ | ------------------ | ------------------ | ------------------ | ------------------ | ------------------ | ------------------ | ------------------ | ------------------ | ------------------ | ------------------ | ------------------ |
| 1857               | 1869               | 1880               | 1890               | 1900               | 1910               | 1921               | 1931               | 1948               | 1953               | 1961               | 1971               | 1981               | 1991               | 2001               | 2011               |
| 87                 | 118                | 133                | 148                | 134                | 149                | 152                | 151                | 253                | 156                | 139                | 121                | 96                 | 88                 | 88                 | 59                 |

## Nevezetességei
Szent Lénárd tiszteletére szentelt ferences plébániatemploma és kolostora a 18. században épült barokk stílusban. A főoltáron kívül még négy nagyméretű mellékoltára van. A keresztút stációi 1742-ben készültek. Orgonája az egyik legrégibb és legértékesebb Horvátországban, mára teljesen megújították.